# 富田林站
富田林站（日语：／ Tondabayashi eki */?）是位於大阪府富田林市的近畿日本鐵道長野線之車站。

## 車站構造
側式月台2面2線之地面車站。

### 月台配置
| 月台 | 路線   | 方向 | 目的地                    |
| ---- | ------ | ---- | ------------------------- |
| 1    | 長野線 | 下行 | 往河內長野                |
| 2    | 長野線 | 上行 | 古市方向 大阪阿部野橋方向 |

## 相鄰車站
近畿日本鐵道
 長野線
■急行、■準急、■普通
喜寺（O-17）－富田林（O-18）－富田林西口（O-19）

## 外部連結
- 富田林 - 近畿日本鐵道